# Imdugud

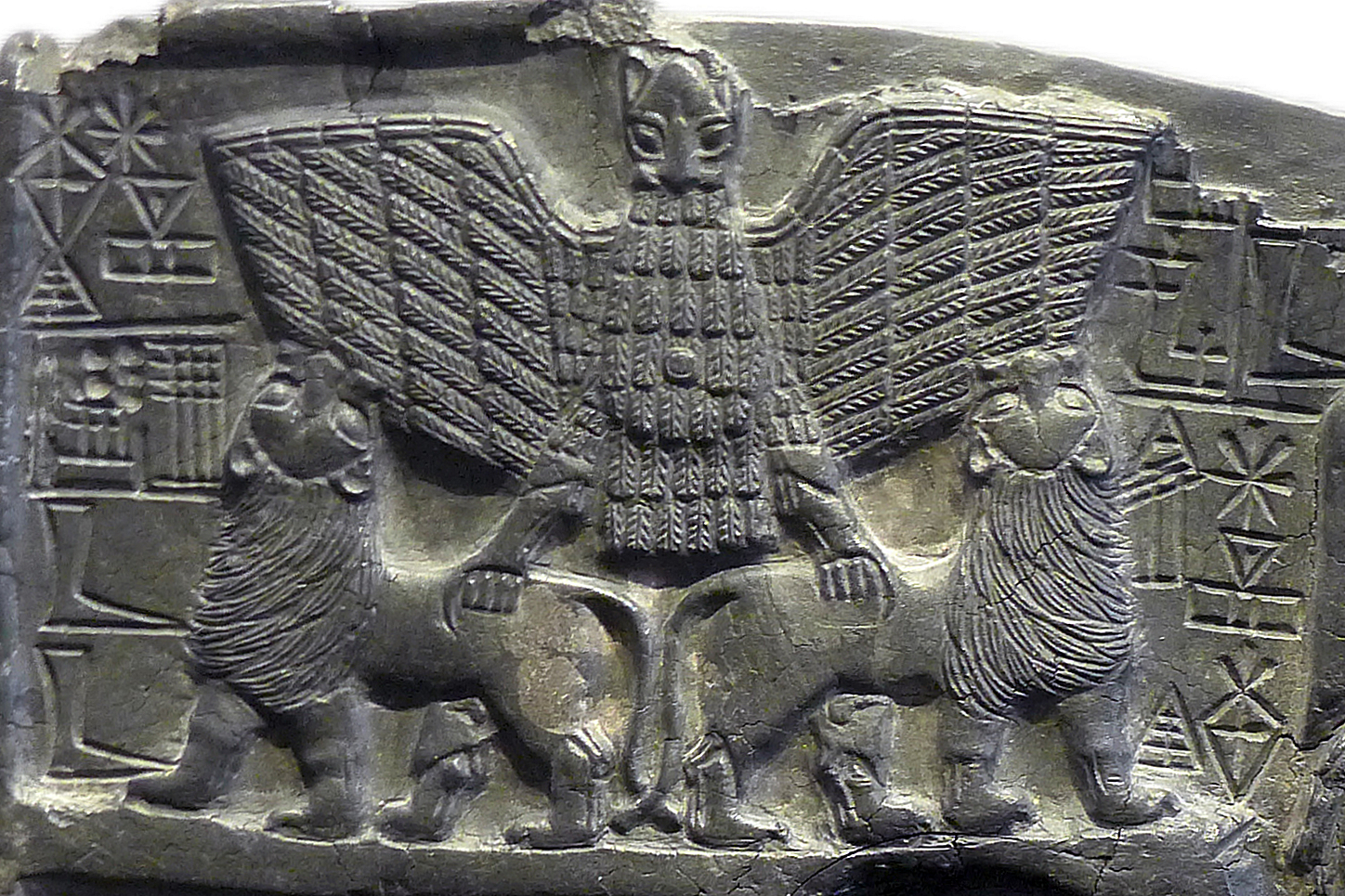
El Anzû, símbolo de Lagash, águila con cabeza de león y alas extendidas, con el motivo de maestro de los animales. Tiempos del rey Entemena.

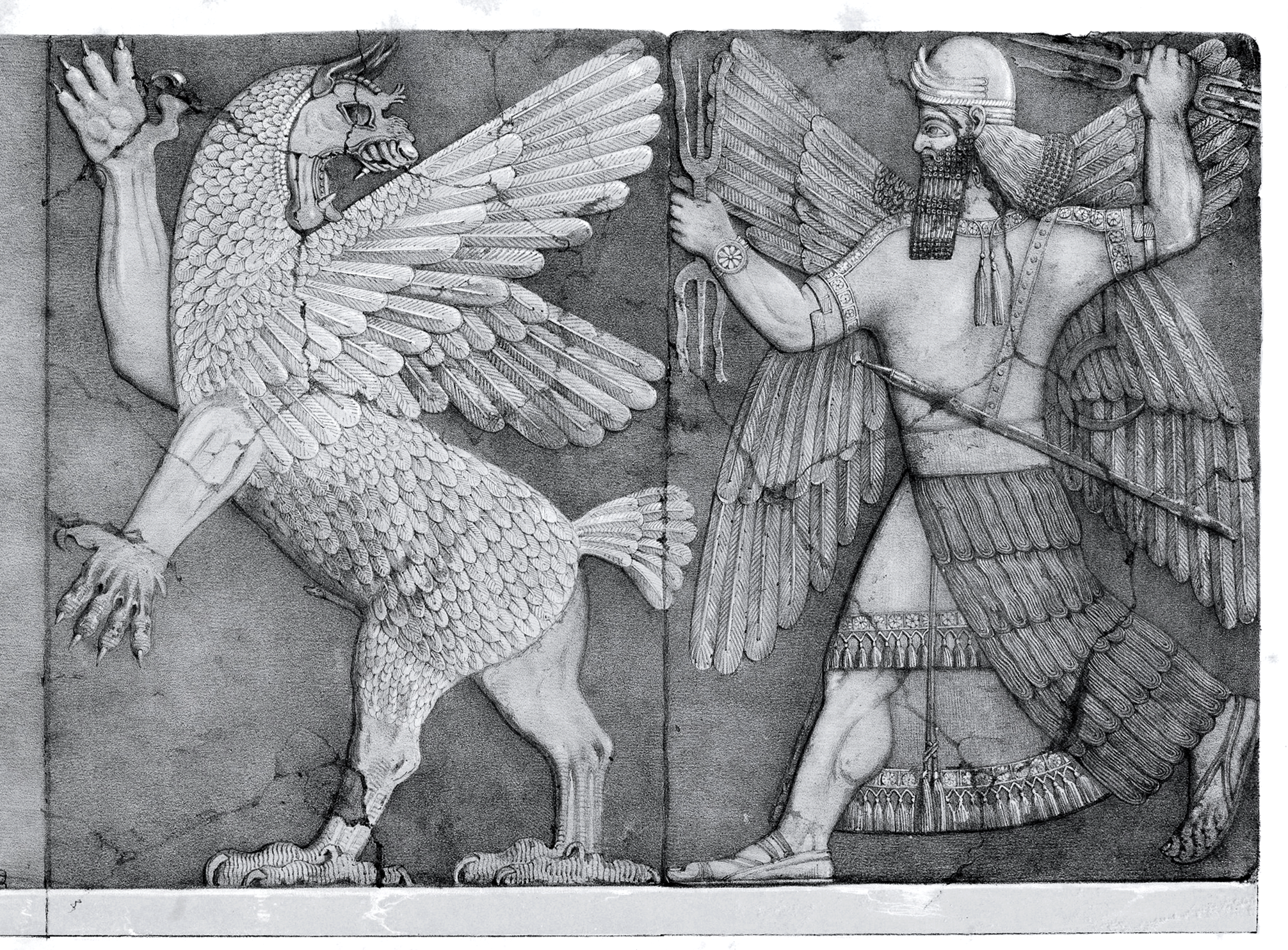
Ninurta con sus rayos persigue a Anzû robando la Tablilla de los destinos del santuario de Enlil. (Austen Henry Layard Monuments of Nineveh, 2ª Serie, 1853).

Anzû (anteriormente leído incorrectamente como Zu debido a una confusión con el símbolo de AN/dingir), o en su versión sumeria, Imdugud (cuneiforme: 𒀭𒅎𒂂; El que conoce los Cielos), es una divinidad menor de la mitología acadia y sumeria, siendo la personificación del Viento del Sur y las nubes de tormenta. 
Fue concebido de las aguas puras del Apsu y de la ancha Tierra, o como hijo de Siris.
Al igual que su madre, la diosa Siris, es representado en la mitología de la antigua Mesopotamia como un hombre pájaro que respira agua y fuego, aunque ocasionalmente también se le representa como un grifo (cuerpo de león y cabeza de águila u otra ave). 
En el mito del Pájaro Anzû se relata que robó las Tablillas de los destinos, que confieren el poder supremo, a Enlil, en un descuido de este y luego las escondió en la montaña. 

[..]observaba constantemente a Enlil, el padre de los dioses, el dios del enlace del Cielo-Tierra... constantemente contemplaba su celeste Tablilla de los Destinos. Cogeré la divina Tablilla de los Destinos; los decretos de los dioses gobernaré; estableceré mi trono, seré el amo de los Decretos Celestiales: ¡A los Igigi en su totalidad comandaré!

Los dioses se reunieron en una asamblea y decidieron que Ninurta luchase con él. Vencido, Imdugud fue desterrado y la ciudad donde recibía adoración, Ur, fue destruida.
Aparece en numerosos textos mesopotámicos.

## Etimología
El nombre del ser mitológico generalmente llamado Anzû fue escrito en realidad en los textos cuneiformes sumerios más antiguos como 𒀭𒉎𒈪𒄷 (an.im.mi.musen; en contexto, el signo cuneiforme 𒄷, o mušen, es un ideograma de "pájaro"). En los textos del período babilónico antiguo, el nombre se encuentra más a menudo como 𒀭𒉎𒂂𒄷  (an.im.dugudmusen).  En 1961, Landsberger argumentó que este nombre debería leerse como "Anzu", y la mayoría de los investigadores han seguido su ejemplo. En 1989, Thorkild Jacobsen señaló que a partir de la lectura original de los signos cuneiformes tal y como están escritos debería ser "imdugud", y probablemente fue la pronunciación original del nombre, con Anzu derivado de una variante fonética temprana. Cambios fonéticos similares ocurrieron en términos paralelos, como imdugud (viento fuerte) que se convirtió en ansuk. Cambios como estos ocurrieron por la evolución de la im a an (un cambio fonético común) y la mezcla de la nueva n con la d siguiente, que se aspiró como dh, un sonido que se tomó prestado en acadio como z o s.
También se ha argumentado, basándose en la evidencia contextual y las transliteraciones en las tablillas de aprendizaje cuneiforme, que la forma sumeria más antigua del nombre se pronunciaba al menos a veces también Zu, y que Anzu es principalmente la forma acadia del nombre. Sin embargo, hay evidencia de ambas lecturas del nombre en ambos idiomas, y el tema se confunde aún más por el hecho de que el prefijo 𒀭 (an) se usaba a menudo para distinguir deidades o incluso simplemente lugares altos. Por lo tanto, Anzu podría significar simplemente "águila celestial". 

## Origen y evolución
Thorkild Jacobsen propuso que Anzu era una forma primitiva del dios Abu, que también fue sincretizado por los antiguos con Ninurta/Ningirsu, un dios asociado con las tormentas eléctricas. Abu era conocido como el "Padre Pasto", ilustrando la conexión entre las tormentas y los campos que crecían en primavera. Según Jacobsen, este dios se representaba originalmente como una enorme nube negra en forma de águila, y más tarde se representó con cabeza de león para relacionarlo con el rugido del trueno. Por ello, algunas representaciones de Anzu muestran al dios junto a cabras (que, como las nubes de tormenta, se asociaban a las montañas en el antiguo Próximo Oriente) y ramas frondosas. La conexión entre Anzu y Abu se ve reforzada por una estatua encontrada en el tesoro de Tell Asmar, que representa una figura humana con grandes ojos y un pájaro Anzu tallado en la base. Es probable que represente a Anzu en su forma simbólica o terrenal, como el pájaro Anzu, y en su forma divina, más elevada y humana, como Abu. Aunque algunos estudiosos han propuesto que la estatua representa realmente a un adorador humano de Anzu, otros han señalado que no se ajusta a la representación habitual de los adoradores sumerios, sino que coincide con estatuas similares de dioses en forma humana con su forma más abstracta o sus símbolos tallados en la base.